# Coupe de France de football 1996-1997
 (juillet 2018).
Navigation
Coupe de France 1995-1996 Coupe de France 1997-1998
La Coupe de France 1996-1997 était la 80e édition de la coupe de France, et a vu l'OGC Nice l'emporter sur l'En Avant de Guingamp en finale, le 10 mai 1997. 
Ce fut la troisième Coupe de France remportée par les Aiglons, qui était la dernière mise en jeu au Parc des Princes. 

## Trente-deuxièmes de finale
Les matchs des trente-deuxièmes de finale se sont joués les 18 janvier, 19 janvier et 4 février 1997. Les 20 clubs de 1re division firent leur entrée en lice.
| Équipe 1                         | Score | Équipe 2                           |        |
| FC Metz (D1)                     | 3 - 3 | Montpellier HSC (D1)               | 1-3 ** |
| Olympique de Marseille (D1)      | 0 - 1 | Lille OSC (D1)                     |        |
| Stade lavallois (D2)             | 1 - 0 | AS Monaco (D1)                     |        |
| FC Sochaux (D2)                  | 3 - 1 | AS Nancy-Lorraine (D1)             | *      |
| ASOA Valence (D2)                | 0 - 1 | OGC Nice (D1)                      |        |
| Chamois niortais FC (D2)         | 2 - 1 | Le Havre AC (D1)                   |        |
| Besançon RC (Nat.1)              | 0 - 3 | Paris SG (D1)                      |        |
| ESA Brive (Nat.1)                | 1 - 3 | Girondins de Bordeaux (D1)         | *      |
| Stade montois (Nat.1)            | 0 - 1 | EA Guingamp (D1)                   | *      |
| ES Vitrolles (Nat.1)             | 2 - 1 | FC Nantes (D1)                     | *      |
| FC Bourges (Nat.1)               | 0 - 3 | RC Lens (D1)                       |        |
| La Roche Vendée Football (Nat.2) | 2 - 4 | SC Bastia (D1)                     |        |
| AS Vitré (Nat.2)                 | 1 - 3 | Olympique lyonnais (D1)            |        |
| AS Muret (Nat.2)                 | 1 - 2 | AS Cannes (D1)                     |        |
| SC Schiltigheim (Nat.2)          | 0 - 4 | RC Strasbourg (D1)                 |        |
| USJA Carquefou (Nat.3)           | 0 - 1 | SM Caen (D1)                       | *      |
| Stade de Reims (Nat.3)           | 2 - 3 | Stade rennais (D1)                 |        |
| Vervins (PH)                     | 0 - 6 | AJ Auxerre (D1)                    |        |
| SAS Épinal (D2)                  | 0 - 0 | ES Troyes AC (D2)                  | 5-6 ** |
| CM Aubervilliers (Nat.1)         | 1 - 2 | Red Star (D2)                      |        |
| US Créteil-Lusitanos (Nat.1)     | 5 - 0 | CS Louhans-Cuiseaux (D2)           |        |
| FC Martigues (D2)                | 3 - 1 | FC Istres (Nat.1)                  | *      |
| ES Wasquehal (Nat.1)             | 2 - 2 | Amiens SC (D2)                     | 5-3 ** |
| US Raon (Nat.2)                  | 1 - 1 | Toulouse FC (D2)                   | 4-3 ** |
| Clermont Foot (Nat.2)            | 3 - 2 | FC Lorient (D2)                    |        |
| FC Saint-Lô Manche (Nat.2)       | 1 - 1 | LB Châteauroux (D2)                | 3-1 ** |
| St-Louis Neuweg (DH)             | 0 - 3 | FC Gueugnon (D2)                   |        |
| Paris FC (Nat.1)                 | 3 - 2 | Stade Poitevin FC (Nat.1)          |        |
| US Fécamp (Nat.1)                | 4 - 3 | US Avranches (Nat.1)               |        |
| Aurillac FCA (Nat.2)             | 3 - 1 | FC Villefranche Beaujolais (Nat.2) |        |
| JA Armentières (Nat.3)           | 0 - 3 | US Boulogne (Nat.2)                |        |
| Niort Saint-Liguaire (DH)        | 1 - 2 | Toulouse Fontaines Club (Nat.2)    | *      |

 *  - après prolongation

 **  - aux tirs au but

## Seizièmes de finale
Les matchs des seizièmes de finale se sont joués les 7, 8 et 9 février 1997. 
| Équipe 1                        | Score      | Équipe 2                     |        |
| SC Bastia (D1)                  | 2 - 2 a.p. | OGC Nice (D1)                | 3-4 ** |
| AJ Auxerre (D1)                 | 0 - 0 a.p. | RC Lens (D1)                 | 5-4 ** |
| Lille OSC (D1)                  | 1 - 0      | Olympique lyonnais (D1)      |        |
| Stade rennais (D1)              | 0 - 1      | ES Troyes AC (D2)            |        |
| Montpellier HSC (D1)            | 2 - 0      | FC Sochaux (D2)              |        |
| US Fécamp (Nat.1)               | 0 - 2      | Paris SG (D1)                |        |
| Paris FC (Nat.1)                | 0 - 1      | AS Cannes (D1)               |        |
| ES Wasquehal (Nat.1)            | 1 - 3      | EA Guingamp (D1)             |        |
| US Raon (Nat.2)                 | 0 - 1      | RC Strasbourg (D1)           |        |
| FC Saint-Lô Manche (Nat.2)      | 1 - 2 a.p. | SM Caen (D1)                 | *      |
| Toulouse Fontaines Club (Nat.2) | 0 - 2      | Girondins de Bordeaux (D1)   |        |
| Red Star (D2)                   | 1 - 2      | Chamois niortais FC (D2)     |        |
| US Boulogne (Nat.2)             | 1 - 2      | Stade lavallois (D2)         |        |
| Aurillac FCA (Nat.2)            | 2 - 2 a.p. | FC Gueugnon (D2)             | 4-5 ** |
| Clermont Foot (Nat.2)           | 1 - 1 a.p. | FC Martigues (D2)            | 5-3 ** |
| ES Vitrolles (Nat.1)            | 0 - 0 a.p. | US Créteil-Lusitanos (Nat.1) | 4-5 ** |

 *  - match joué à Caen

 **  - aux tirs au but

## Huitièmes de finale
Les matchs des huitièmes de finale se sont joués les 28 février et 1er mars 1997.
| Équipe 1                     | Score      | Équipe 2             |       |
| EA Guingamp (D1)             | 1 - 0      | SM Caen (D1)         |       |
| Girondins de Bordeaux (D1)   | 1 - 0      | AS Cannes (D1)       |       |
| Lille OSC (D1)               | 0 - 3      | Montpellier HSC (D1) |       |
| ES Troyes AC (D2)            | 1 - 0      | AJ Auxerre (D1)      |       |
| OGC Nice (D1)                | 2 - 0      | FC Gueugnon (D2)     |       |
| US Créteil-Lusitanos (Nat.1) | 1 - 0      | RC Strasbourg (D1)   |       |
| Clermont Foot (Nat.2)        | 4 - 4 a.p. | Paris SG (D1)        | 4-3 * |
| Chamois niortais FC (D2)     | 0 - 1      | Stade lavallois (D2) |       |

 *  - aux tirs au but

## Quarts de finale
Les matchs des quarts de finale se sont joués les 29 et 30 mars 1997.
| Équipe 1                    | Score      | Équipe 2             |   |
| Girondins de Bordeaux (D1)  | 1 - 2      | Montpellier HSC (D1) |   |
| Stade lavallois (D2)        | 1 - 0      | ES Troyes AC (D2)    |   |
| US Créteil-Lusitanos(Nat.1) | 1 - 3 a.p. | EA Guingamp (D1)     | * |
| Clermont Foot (Nat. 2)      | 1 - 2 a.p. | OGC Nice (D1)        |   |

 *  - Match joué à Paris

## Demi-finales
Les matchs des demi-finales se sont joués les 19 et 20 avril 1997.
| Équipe 1             | Score      | Équipe 2             |  |
| EA Guingamp (D1)     | 2 - 0 a.p. | Montpellier HSC (D1) |  |
| Stade lavallois (D2) | 0 - 1      | OGC Nice (D1)        |  |

## Finale
| Équipes         | OGC Nice - EA Guingamp |
| Score           | 1-1 a.p. (1-0, 1-1), 4 tirs au but à 3 |
| Date            | 10 mai 1997 |
| Stade           | Parc des Princes, Paris 44 131 spectateurs |
| Arbitre         | M. Alain Sars |
| Buts            | Youssef Salimi (21e) pour Nîce; Nicolas Laspalles (78e) pour Guingamp. |
| Les tirs au but | dans l'ordre : Roberto Onorati, Thierry De Neef, Frédéric Tatarian, Louis Gomis (raté) et Arjan Vermeulen pour Nice ; Stéphane Carnot (raté), Yannick Baret, Christophe Horlaville, Jean-Luc Vannuchi et Claude Michel (raté) pour Guingamp.                                                                             |
| OGC Nice        | Bruno Valencony - Henri Savini (puis Thierry Crétier, 77e), Youssef Salimi, Frédéric Tatarian, Olivier Fugen (puis Arjan Vermeulen, 91e) - Louis Gomis, Roberto Onorati, Frédéric Gioria - Thierry De Neef, Andrzej Kubica, Mohammed Chaouch (puis James Debbah, 83e). Entraîneur : Silvester Takač                      |
| EA Guingamp     | Angelo Hugues - Jérôme Foulon (puis Jean-Luc Vannuchi, 101e), Marek Jozwiak, Gheorghe Mihali, Nicolas Laspalles - Richard Lecomte (puis Stéphane Carnot, 51e), Claude Michel, Charles-Edouard Coridon - Yannick Baret, Daniel Moreira (puis Christophe Horlaville, 64e), Christopher Wreh. Entraîneur : Francis Smerecki |